# Christina Schwarz
Christina Schwarz (* 19. August 1962 in Pewaukee, Wisconsin) ist eine US-amerikanische Schriftstellerin.

## Leben
Schwarz wuchs in einer ländlichen Umgebung am Pewaukee Lake im Waukesha County auf. Sie studierte Englisch an der Yale University, wo sie 1986 den Mastergrad erwarb. Im gleichen Jahr heiratete sie Benjamin Schwarz (* 1963), den sie während ihres Studiums kennengelernt hatte und der später als Herausgeber unter anderem für The Atlantic und die RAND Corporation tätig war. Das Ehepaar lebte zeitweise in Oxford, später in Los Angeles. Christina Schwarz unterrichtete unter anderem an verschiedenen Privatschulen, bereitete sich jedoch in den 1990er Jahren zunehmend auf eine Existenz als freie Schriftstellerin vor.

## Werk
Nach mehrjährigen Vorstudien erschien ihr erster Roman Drowning Ruth im Jahr 2000 bei Doubleday. Die Handlung spielt zwischen dem Ende des Ersten Weltkriegs und dem Beginn des Zweiten in einer von Landwirtschaft geprägten Region Wisconsins und rankt sich um ein Familiengeheimnis, das nur allmählich retrospektiv enthüllt wird. Das Buch war für ein Debüt unerwartet erfolgreich; es erreichte am 29. Oktober 2000 Platz 1 der Bestseller-Liste der New York Times für die Sparte Fiction. Mit zu diesem Erfolg trug bei, dass Drowning Ruth in dem von Oprah Winfrey gegründeten Oprah’s Book Club zur Empfehlung für den September 2000 avanciert war. Die deutsche Übersetzung von Giovanni und Ditte Bandini erschien 2001 im Goldmann Verlag, eine Taschenbuchausgabe 2002 im btb Verlag. Christina Schwarz hat seitdem vier weitere Romane veröffentlicht, zwei davon wurden ins Deutsche übersetzt. Ihr derzeit jüngstes Werk ist ein historischer Roman, der sich mit der Lebensgeschichte von Bonnie Parker auseinandersetzt.

### Romane
- Drowning Ruth, Doubleday 2000 (deutsch: Novemberkind, 2001)
- All is Vanity, Doubleday 2002 (deutsch: Ihre beste Freundin, 2003)
- So Long at the Fair, Doubleday 2008
- The Edge of the Earth, Atria Books 2013 (deutsch: Die Leuchtturmwärterin, 2016)
- Bonnie, Simon & Schuster 2020